# 荒木经惟
荒木经惟（1940年5月25日—），日本攝影師、當代藝術家，出生於東京府東京市下谷区三之輪（今 東京都台東區三之輪）。

## 生平
荒木经惟在上大學的時候學過攝影，1963年於千葉大学攝影印刷工学科畢業後曾在日本公司電通(Dentsu)廣告代理工作過，在那裡他遇見了他的未來妻子、日本隨筆作家荒木陽子（舊姓：青木，1947年－1990年）。他們於1971年結婚之後, 荒木出版了一本他為妻子在蜜月旅行期間拍攝的畫冊《多愁之旅》（センチメンタルな旅）, 1990年陽子去世, 荒木又出版了一本為其妻子在弥留之际拍攝的畫冊《冬之旅》（冬の旅）。
荒木经惟出道以來出版了超過350本出版物，且數量每年仍在增長，因此他被認為是日本乃至全世界最多產的藝術家之一。荒木经惟最受歡迎的攝影作品出版物有《多愁之旅》、《東京幸運洞》（Tokyo Lucky Hole）和《Shino》。
冰島音樂人碧玉（Björk Guðmundsdóttir）是荒木经惟作品的仰慕者，也曾為他做過模特。
2005年，美國導演特拉維斯·克洛澤（Travis Klose）為荒木经惟拍攝記錄片《Arakimentari》。
2011年，獲安吾獎。

## 腳註
1. ↑  . www.city.niigata.lg.jp.   [2021-11-06]. （原始内容存档于2021-11-07）.